# Martin Čater
Martin Čater (* 20. Dezember 1992 in Celje) ist ein slowenischer Skirennläufer. Der zweifache slowenische Meister und WM-Teilnehmer startet vor allem in den schnellen Disziplinen Abfahrt und Super-G.

## Biografie
Martin Čater stammt aus Celje. Im Februar 2009 nahm er am Europäischen Olympischen Winter-Jugendfestival in Polen teil, wo er den sechsten Platz im Slalom und den zehnten Platz im Riesenslalom belegte. Sein Europacup-Debüt feierte er im Januar 2011 im Super-G von Wengen, wo er mit Platz 28 auf Anhieb Punkte gewann. Bei vier Teilnahmen an Juniorenweltmeisterschaften blieb ein elfter Rang im Super-G von Megève sein bestes Ergebnis.
Čater gab sein Weltcup-Debüt am 9. März 2013 im Riesenslalom von Kranjska Gora. Seinen ersten Weltcuppunkt gewann er als 30. in der traditionsreichen Lauberhornabfahrt im Januar 2014. Bei den Weltmeisterschaften 2015 in Vail/Beaver Creek belegte er die Ränge 25, 29 und 20 in Abfahrt, Super-G und Kombination. Im Super-G klassierte er sich im Dezember 2015 am selben Ort erstmals unter den besten 20 eines Weltcuprennens. 2016 gewann er in Super-G und Riesenslalom jeweils den slowenischen Staatsmeistertitel. Danach gelangen ihm zwei weitere Top-20-Platzierungen im Weltcup, wobei er sein zunächst bestes Resultat als Sechzehnter in der Kombination von Santa Caterina erreichte. In der Kombination von Wengen konnte er sich nochmals verbessern und wurde Neunter, womit er seinen ersten Platz unter den Top 10 erreichte. Die Weltmeisterschaften 2017 in St. Moritz schloss er mit einem 13. Rang in der Kombination und einem 17. Rang im Super-G ab. Gegen Ende der Saison erreichte er mit Platz sechs im Super-G von Kvitfjell sein bis dahin bestes Weltcup-Ergebnis.
In der Saison 2017/18 konnte er das Niveau des Vorwinters halten und punktete in allen der ersten vier Super-G. Seine besten Platzierungen erreichte er mit einem elften Abfahrtsrang in Wengen und Platz sieben in der Kombination von Bormio. Bei seinen ersten Olympischen Winterspielen in Pyeongchang startete er in vier Disziplinen, ein 19. Rang in der Abfahrt blieb jedoch sein einziges zählbares Resultat. Im Januar 2019 fuhr er in der Lauberhornabfahrt mit hoher Startnummer überraschend auf Rang acht und sorgte damit für sein vorläufig bestes Ergebnis in dieser Disziplin. Am 13. Dezember 2020 gewann er mit Startnummer 41 überraschend die Abfahrt von Val-d’Isère.

## Erfolge

### Olympische Spiele
- Pyeongchang 2018: 19. Abfahrt

### Weltmeisterschaften
- Vail/Beaver Creek 2015: 20. Kombination, 25. Abfahrt, 29. Super-G
- St. Moritz 2017: 13. Kombination, 17. Super-G
- Åre 2019: 13. Super-G
- Cortina d’Ampezzo 2021: 25. Super-G
- Méribel/Courchevel 2023: 35. Abfahrt
- Saalbach-Hinterglemm 2025: 12. Mannschaftswettbewerb, 34. Abfahrt

### Weltcup
- 11 Platzierungen unter den besten zehn, davon 1 Sieg:

| Datum             | Ort         | Land       | Disziplin |
| ----------------- | ----------- | ---------- | --------- |
| 13. Dezember 2020 | Val-d’Isère | Frankreich | Abfahrt   |

### Weltcupwertungen
| Saison  | Gesamt | Gesamt | Abfahrt | Abfahrt | Super-G | Super-G | Kombination | Kombination |
| Saison  | Platz  | Punkte | Platz   | Punkte  | Platz   | Punkte  | Platz       | Punkte      |
| ------- | ------ | ------ | ------- | ------- | ------- | ------- | ----------- | ----------- |
| 2013/14 | 145.   | 3      | 55.     | 1       | –       | –       | 40.         | 2           |
| 2014/15 | 137.   | 9      | –       | –       | –       | –       | 30.         | 9           |
| 2015/16 | 112.   | 30     | –       | –       | 39.     | 19      | 36.         | 11          |
| 2016/17 | 67.    | 104    | 46.     | 10      | 26.     | 50      | 12.         | 44          |
| 2017/18 | 52.    | 133    | 24.     | 59      | 29.     | 33      | 13.         | 41          |
| 2018/19 | 66.    | 95     | 27.     | 43      | 33.     | 30      | 20.         | 22          |
| 2019/20 | 75.    | 93     | 50.     | 12      | 36.     | 21      | 14.         | 60          |
| 2020/21 | 65.    | 121    | 17.     | 111     | 49.     | 10      | –           | –           |
| 2021/22 | 60.    | 136    | 23.     | 104     | 34.     | 32      | –           | –           |
| 2022/23 | 80.    | 70     | 42.     | 39      | 41.     | 31      | –           | –           |
| 2023/24 | 137.   | 6      | 55.     | 1       | 54.     | 5       | –           | –           |

### Juniorenweltmeisterschaften
- Mont Blanc 2010: 11. Super-G, 22. Riesenslalom
- Crans-Montana 2011: 15. Riesenslalom, 22. Abfahrt
- Roccaraso 2012: 13. Super-G, 19. Abfahrt
- Québec 2013: 12. Abfahrt, 26. Riesenslalom

### Weitere Erfolge
- 6 slowenische Meistertitel (Abfahrt 2017 und 2018, Super-G 2016–2018, Riesenslalom 2016)
- Slowenischer Jugendmeister im Riesenslalom 2013
- 1 Sieg im South American Cup
- 9 Siege in FIS-Rennen